# アジア競技大会ボクシング競技
アジア競技大会におけるボクシング競技（アジアきょうぎたいかいにおけるボクシングきょうぎ）は、1954年の第2回大会より開催されている。
7階級で始まり、その後10、11、12と階級を増加させるが、2006年は11階級に減少した。
2012年ロンドンオリンピックより女子ボクシングが加わるのに伴い、2010年以降アジア大会も女子を追加することが決まった。なお、女子ボクシングはそれに先立ち2009年アジアインドアゲームズで実施された。

## 現在の階級
男子
- ライトフライ級（-48kg）
- フライ級（-51kg）
- バンタム級（-54kg）
- フェザー級（-57kg）
- ライト級（-60kg）
- ライトウェルター級（-64kg）
- ウェルター級（-69kg）
- ミドル級（-75kg）
- ライトヘビー級（-81kg）
- ヘビー級（-91kg）
- スーパーヘビー級（+91kg）

女子
- フライ級（48–51kg）
- ライト級（56–60kg）
- ミドル級（69–75kg）

## 開催記録
| 年   | 回次 | 開催地       | 開催地       | 期間               |
| 1954 | 2    | マニラ       | フィリピン   | 5月1日 - 9日       |
| 1958 | 3    | 東京         | 日本         | 5月24日 - 6月1日   |
| 1962 | 4    | ジャカルタ   | インドネシア | 8月24日 - 9月4日   |
| 1966 | 5    | バンコク     | タイ         | 12月9日 - 20日     |
| 1970 | 6    | バンコク     | タイ         | 8月24日 - 9月4日   |
| 1974 | 7    | テヘラン     | イラン       | 9月1日 - 16日      |
| 1978 | 8    | バンコク     | タイ         | 12月9日 - 20日     |
| 1982 | 9    | ニューデリー | インド       | 11月19日 - 12月4日 |
| 1986 | 10   | ソウル       | 韓国         | 9月20日 - 10月5日  |
| 1990 | 11   | 北京         | 中国         | 9月22日 - 10月7日  |
| 1994 | 12   | 広島         | 日本         | 10月2日 - 16日     |
| 1998 | 13   | バンコク     | タイ         | 12月7日 - 18日     |
| 2002 | 14   | 釜山         | 韓国         | 10月1日 - 14日     |
| 2006 | 15   | ドーハ       | カタール     | 12月2日 - 13日     |
| 2010 | 16   | 広州         | 中国         | 11月16日 - 26日    |
| 2014 | 17   | 仁川         | 韓国         | 9月23日 - 10月3日  |